# شون تايلور (لاعب كرة قدم)
شون تايلور (بالإنجليزية: Sean Taylor)‏ (9 ديسمبر 1985 في المملكة المتحدة - ) هو لاعب كرة قدم بريطاني في مركز الوسط. لعب مع نادي بلاكبول ونادي سندرلاند ونادي أشينغتون ‏.

## وصلات خارجية
- شون تايلور على موقع قاعدة بيانات كرة القدم.إي يو (الإنجليزية)
- شون تايلور على موقع Soccerbase.com (لاعب) (الإنجليزية)